# Rökning

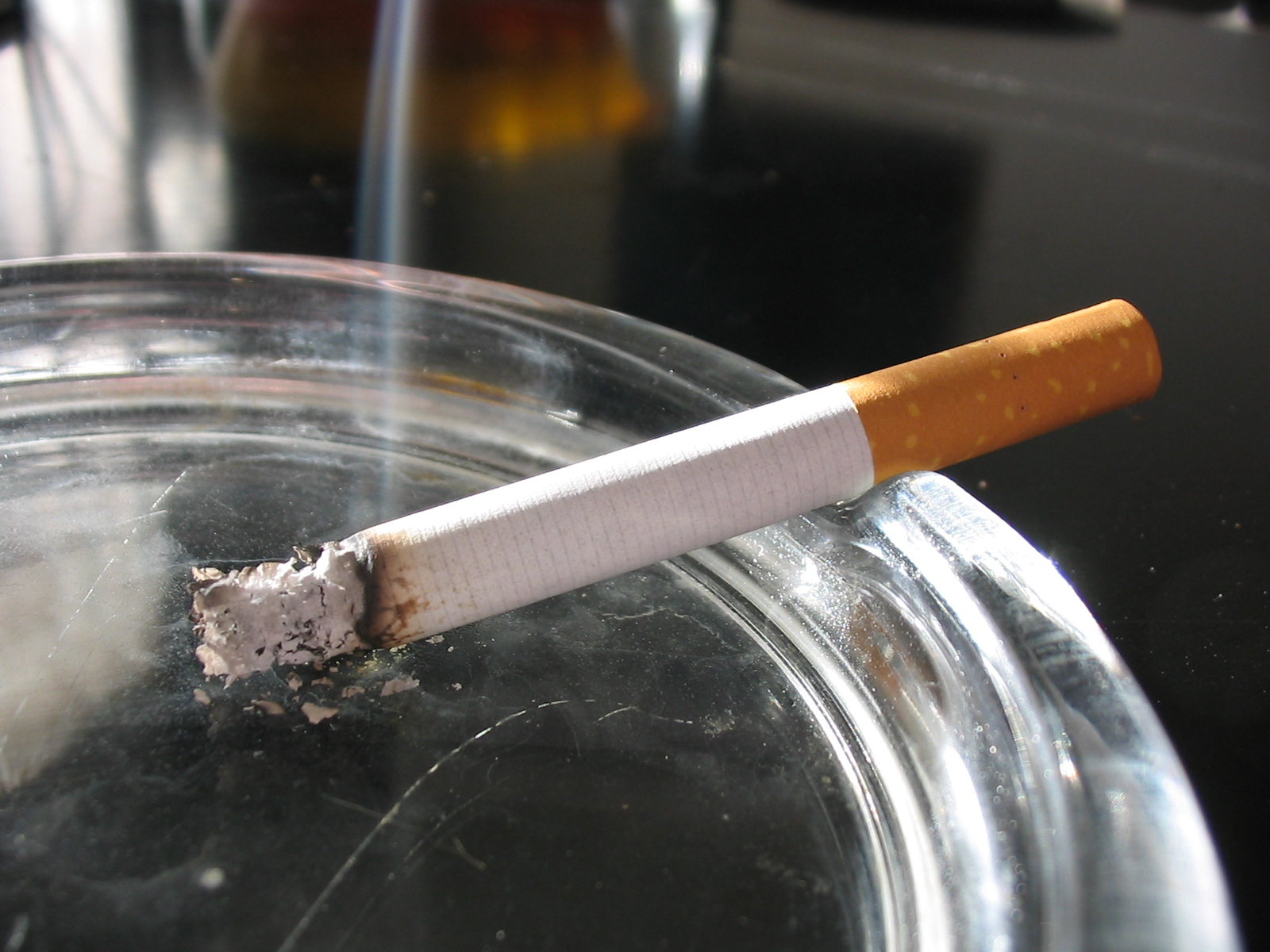
Masstillverkade cigaretter är idag det vanligaste sättet att röka.

Rökning är en aktivitet där man andas in rök från brinnande material, oftast tobak. Det görs främst som en form av droganvändning eftersom förbränningen av de aktiva beståndsdelarna i droger gör att de kan tas upp genom lungorna. Rökning kan också utföras som del av religiösa eller andliga ritualer. Den vanligaste metoden att röka idag är med cigaretter, antingen masstillverkade eller rullade med hjälp av lös tobak och rullpapper. Andra, mindre vanliga, former av rökdon är pipor, cigarrer och vattenpipor.
Rökning är en av de vanligaste formerna av droganvändning. Tobaksrökning är den klart vanligaste formen av rökning och utövas av över en miljard människor i de flesta samhällen, vanligen åtskilliga gånger om dagen på grund av nikotinets starka beroendeframkallande. Mindre vanligt är rökning av cannabis och opium. Vissa av drogerna klassas som tung narkotika, som heroin och crack, men dessa brukas mestadels inom små grupper av socialt marginaliserade individer.
Rökningens historia sträcker sig åtminstone till år 5000 f.Kr. och rökning har förekommit i många olika kulturer. Tobak har odlats och rökts i Amerika i minst 5000 år, och bruket uppstod i områden kring de peruanska och ecuadorianska Anderna. Cannabisrökning i Indien har förekommit i över 4000 år. Rökning uppstod där i samband med ritualer där shamaner och präster använde droger för att komma i kontakt med andar eller för att frambringa visioner om framtiden. I och med att européer utforskade och koloniserade Amerika spred sig tobaksrökning snabbt till övriga kontinenter. I områden som Indien och Subsahariska Afrika smälte den ihop med redan kända former av rökning (främst av cannabis). I Europa skapade den en helt ny form av social aktivitet och en typ av drogintag som tidigare varit okänt.
De kulturella uppfattningarna kring rökning har varierat över tid och rum: helig och syndig, sofistikerad och vulgär, mirakelmedicin och dödlig hälsofara. Det är först helt nyligen som rökning har börjat betraktas som något övervägande negativt, och då främst i i-länder i väst. De väldokumenterade hälsofarorna förknippade med rökning har fått många länder att införa höga skatter på tobaksprodukter, starta antirökningskampanjer och införa rökförbud på offentliga platser för att få folk att sluta röka.
Rökningen har på senare år minskat. 1980 rökte svenskarna i medeltal 1780 cigaretter, utslaget per person över 15 år. 2021 hade rökandet minskat med två tredjedelar till 582 cigaretter.
Andelen svenskar som rökte minskade från 27 procent 2004 till 22 procent 2012. Enligt statistik från Folkhälsomyndigheten från 2009 dör 6 600 svenskar årligen i förtid på grund av rökning. Även den passiva rökningen verkar minska kraftigt, då 27 procent av de tillfrågade år 2004 uppgav att de utsätts för fenomenet medan samma siffra åtta år senare (2012) var blott 16 procent. En av anledningarna till detta tros vara det rökförbud som 2006 infördes på svenska krogar.
I Finland rökte 28 procent av männen och 23 procent av kvinnorna i åldern 20–64 dagligen 1996, 19 respektive 17 procent 2015. För 14-åringar hade rökningen minskat från 11 procent av pojkarna och 15 procent av flickorna 1977 till 2 respektive 3 procent 2015. Rökningen varierar stort mellan socialgrupper; bland ungdomar i de första årskurserna i gymnasiet rökte 6 procent 2015, i de första årskurserna i yrkesläroanstalter 30 procent. Bland vuxna rökte 5 procent av de högutbildade och 19 av de lågutbildade 2016.

## Historik

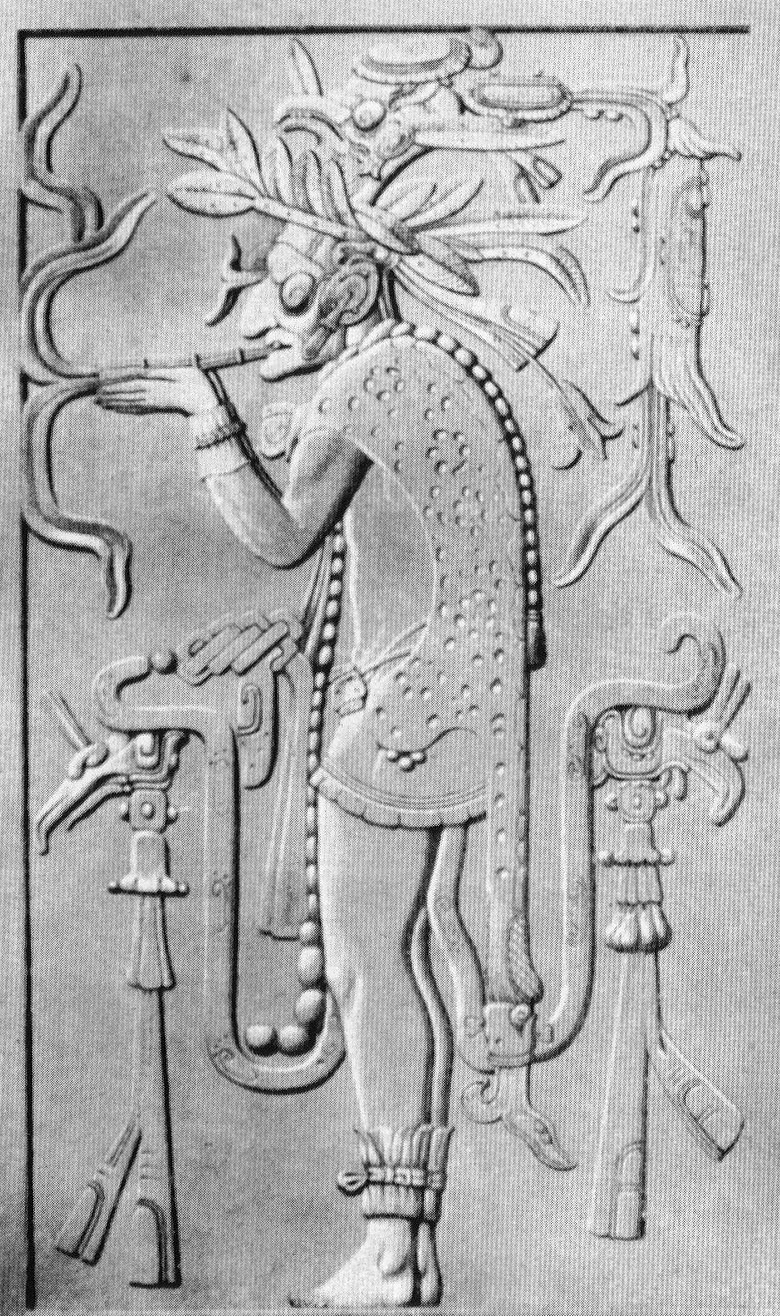
Avbildning av en mayansk präst som använder ett rökrör i ett tempel i Palenque i Mexiko.

Människor har rökt sen förhistorisk tid. Tobak och en rad hallucinogena droger röktes över hela Amerika så tidigt som 5000 f.Kr. som en del av shamanistiska ritualer. Många äldre civilisationer, som babylonierna, indier och kineser brände rökelse i religiösa ritualer, liksom israeliter och senare katolska och ortodoxa kristna. I Grekland under antiken användes rök för att hela och det berömda oraklet i Delphi utfärdade profetior under påverkan av naturgas. Den grekiske historikern Herodotos skrev också om hur skyterna använde cannabis i ritualer och till viss del för nöjes skull. Han beskrev hur skyterna brände hampafrön:
| ” | Det börjar direkt att ryka och avger ångor som är oöverträffade av något ångbad i Grekland. Skyterna tycker så mycket om det att de tjuter av välbehag. | „ |

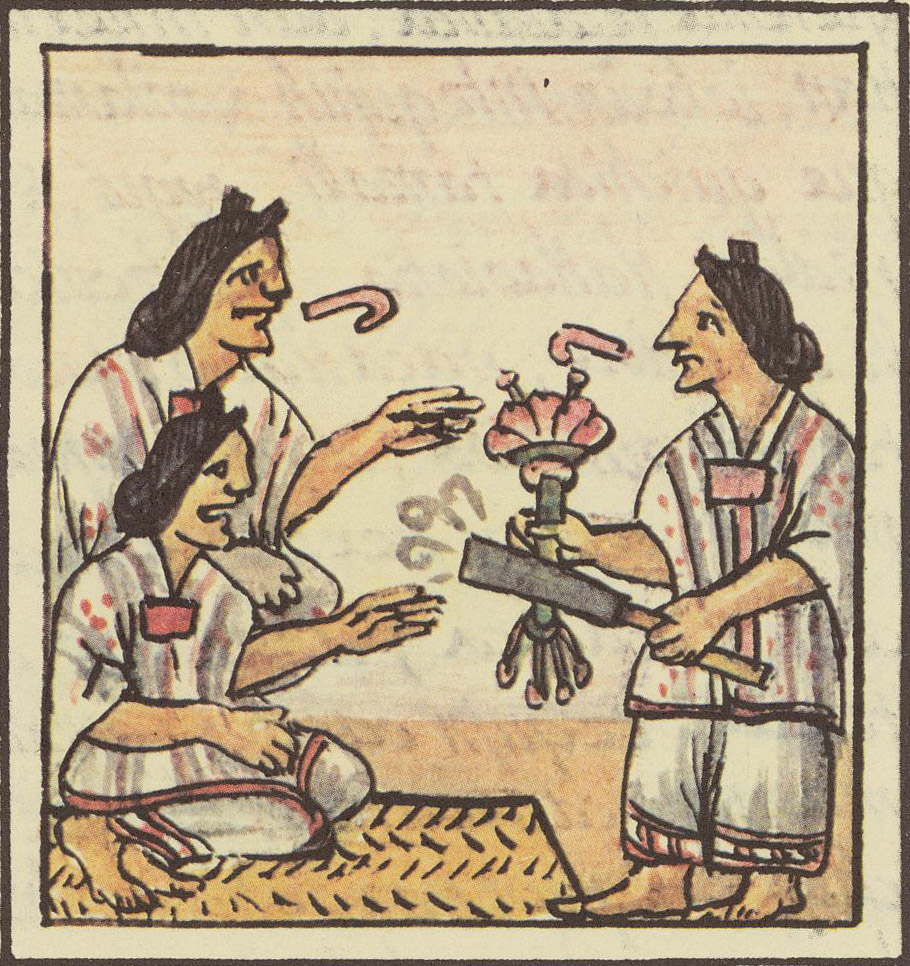
Aztekiska kvinnor tar emot blommor och rökrör vid en festmåltid innan de äter, Florentinska kodexen, sent 1500-tal.

Rökning i Amerika hade troligen sitt ursprung i shamaners rökelseritualer men användes senare också för njutning och i sociala sammanhang. Mayafolket använde det under den klassiska perioden (senast runt 900-talet) och aztekerna inlemmade konceptet i sin mytologi. Den aztekiska gudinnan Cihuacoahuatl hade en kropp som bestod av tobak och präster som utförde människooffer var smyckade med tobaksbehållare gjorda av kalebasser som symboliserade deras status som heliga män. Bland tzeltalmayaner offrar man fortfarande i modern tid tretton tobakskalebasser varje nyår. Rökning av tobak och olika hallucinogener användes för att komma i kontakt med andevärlden. De första européerna upptäckresande och conquistadorerna beskrev ritualer där amerikanska präster rökte sig till en så hög grad av berusning att det är osannolikt att ritualerna enbart omfattade tobak. Inga konkreta bevis för vad som egentligen röktes finns, men den mest hållbara teorierna är att tobaken var betydligt starkare, att den röktes i mycket stora mängder eller att den var uppblandad med en rad andra psykoaktiva ämnen. I Nordamerika var pipor de vanligaste rökdonen, och är idag bäst ihågkommen i form av de fredspipor som indianer erbjöd som symboler för fred och vänskapliga relationer till andra stammar och senare till europeiska kolonisatörer. I Karibien, Mexiko och Mellan- och Sydamerika var tidigare former av cigaretter, rökrör eller cigarrer det vanligaste sättet att röka, och det var först i modern tid som bruket av pipor blev vanligt förekommande. Rökning har avbildats på stenristningar och på keramik så tidigt som 800-talet, men man vet inte om det var begränsat till överklassen och präster.
När européer anlände i Amerika i slutet av 1400-talet var tobaksrökning väl etablerat som rekreation. Vid festmåltider som anordnades av aztekiska adelsmän inleddes måltiden med att man delade ut väldoftande blommor och rökrör till middagsgästerna. I slutet av festen, som varade hela natten, samlades det som var kvar av blommor, rökrör och mat och gavs som allmosor till gamla och fattiga som hade fått bevittna festligheterna, eller så gavs de till tjänarna.

### Tobaksrevolutionen

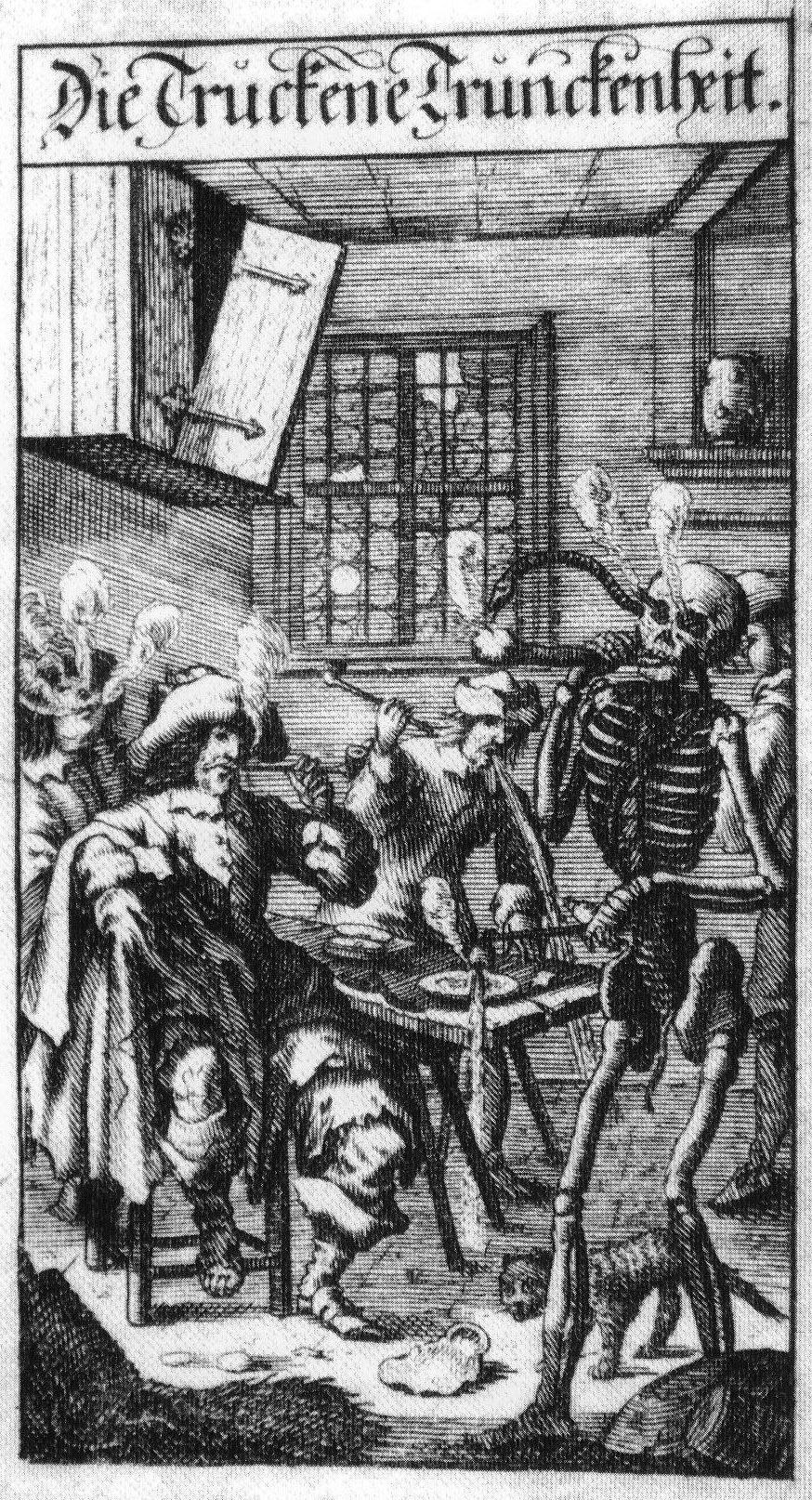
Gravyr från Jakob Baldes Die truckene Trunkenheit ("Den torra dryckenskapen") från 1658.

Efter den europeiska upptäckten och koloniseringen av Amerika på 1500-talet spred sig rökning, odling och handel av tobak snabbt över hela världen. Vid mitten av 1600-talet förekom tobaksrökning i alla stora civilisationer och i många fall hade den redan assimilerats i den traditionella kulturen trots många ihärdiga försök från många härskare att förbjuda rökning med brutala straff och höga böter. Tobak, både produkten och plantan, spred sig först till de stora transithamnarna och vidare in i inlandet.
Tobak kom snart under hård kritik från världsliga och andliga ledare runt om i världen. Murad IV, sultan av Osmanska riket 1623-40 var bland de första att försöka förbjuda rökning som ett hot mot folkhälsa och moral. Den kinesiska kejsaren Chongzhen utfärdade ett allmänt rökförbud två år innan han och hela Mingdynastin störtades. Senare skulle de nomadiska manchuerna som grundade Qingdynastin betrakta det som "ett brott som var mer avskyvärt än till och med att försumma bågskytteträning". Under Edoperioden i Japan blev de första tobaksodlingarna skarpt kritiserade av shogunatet som ett hot mot den militära ekonomin genom att värdefull åkermark inte användes till att odla livsmedel. Religiösa ledare var tidigt ute med att fördöma rökning som omoraliskt eller direkt hädiskt. 1634 förbjöd patriarken av Moskva försäljning av tobak och dömde män och kvinnor som bröt mot förbudet till att få näsborrarna uppskurna och piskade tills skinn lossnade från deras ryggar. Kyrkoledare i väst som påve Urban VII fördömde också rökning i en påvebulla 1642. Trots ihärdiga försök blev restriktioner och förbud i stort ignorerade. Jakob I av England, en hängiven motståndare till rökning och författaren till A Counterblaste to Tobacco ("Ett motangrepp mot tobak"), försökte få bukt med den nya trenden genom att införa en enorm skattehöjning på 4000% på tobak 1604. Försöket misslyckades kapitalt, och i början av 1600-talet hade London upp till 7000 tobaksförsäljare. Senare började ledare inse det hopplösa i att försöka förbjuda rökning och upprättade istället lukrativa statliga monopol på handel och odling av tobak.

### Europa

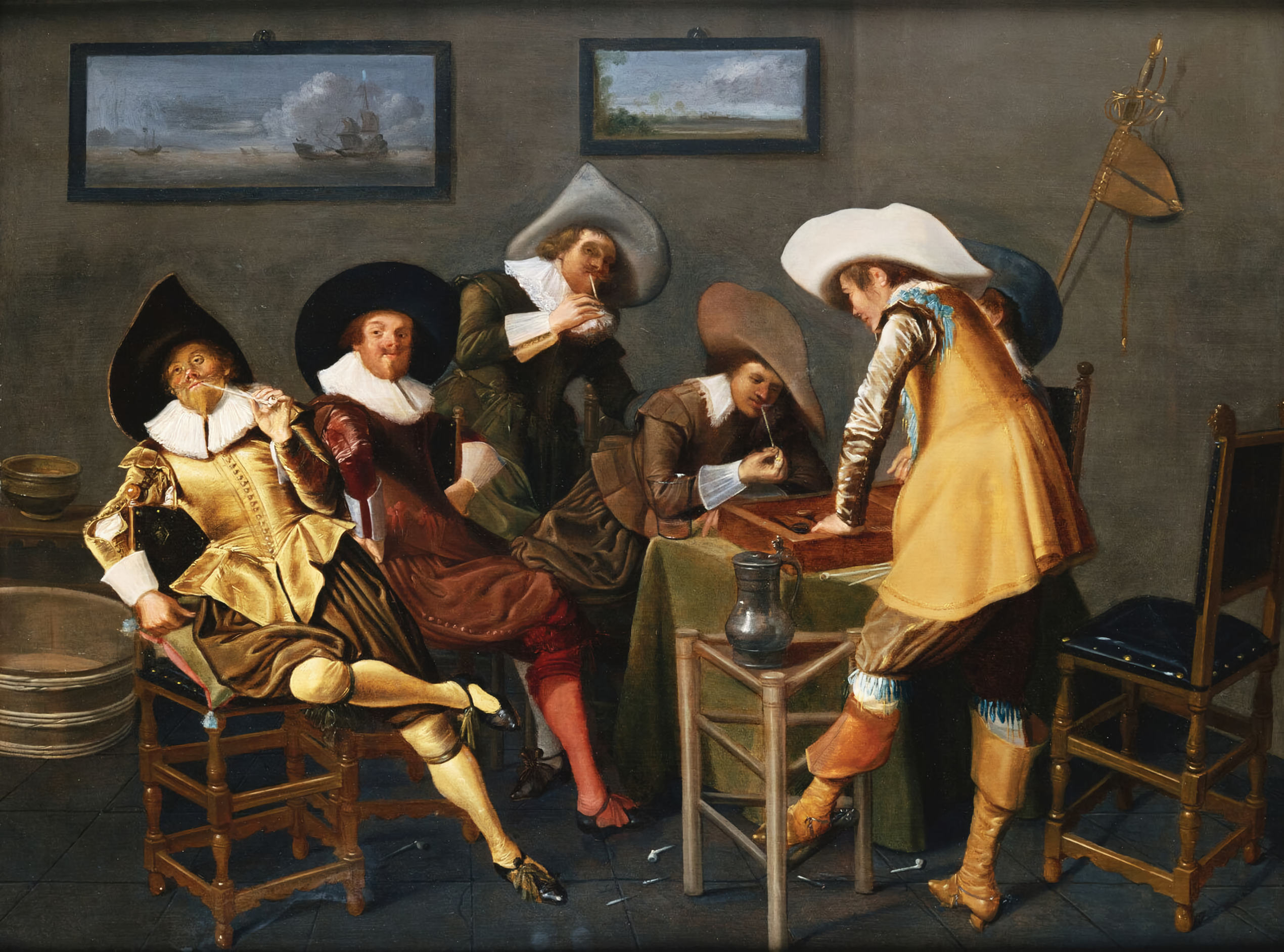
Gentlemän röker och spelar bräda i ett rum av Dirck Hals, 1627.

Fransmannen Jean Nicot (som givit namn åt virginiatobaken, Nicotiana tabacum, vilken i sin tur givit namn åt ämnet nikotin) introducerade tobak i Frankrike 1560. Därifrån spred sig bruket till England. Liksom te, kaffe och opium var tobak ett av många njutningsmedel som ursprungligen användes i medicinskt syfte. Europeisk läkekonst under den tidigmoderna perioden baserade sig fortfarande i hög grad på humoralpatologi, teorin om att allt hade en särskilt humoral natur som varierade mellan varmt och kallt, torrt och fuktigt. Tobakens varma och torra egenskaper betraktades av många som något positivt och behäftades med en ändlös lista av hälsobringande fördelar. Att inta något genom att andas in rök var en helt ny idé för européer vid den tiden och möttes med både förundran och stor skepticism. Debatten rasade bland präster, vetenskapsmän och lekmän om tobak var bra eller dåligt och båda sidor stöddes av mäktiga personligheter. Jakob I av England var en av de första uttalade kritikerna och skrev 1604 A Counterblaste to Tobacco, en stridsskrift som var ett skoningslöst angrepp på vad han ansåg vara ett allvarligt hot mot samhället. Trots att hans pamflett var full av irrelevanta och gravt partiska argument så påpekades många hälsofaror som skulle beläggas vetenskapligt långt senare. En anmärkning som kungen gjorde var att tobak ofta tillskrevs motsägelsefulla eller rent av mirakulösa egenskaper:
| ” | Det nyktrar till den druckne. Det vederkvicker den trötte, och befrämjar samtidigt aptiten. Tas det innan man går till sängs, sover man tungt, men tas det när man är trött och dåsig, kommer det, som de säger, att väcka ens hjärna och skärpa ens förstånd. När det kommer till att bota koppor, duger det bara åt den sjuke indianslaven. Här i England är det förfinat och duger inte till annat än att bota ädla herrars sjukdomar. | „ |

### Mellanöstern

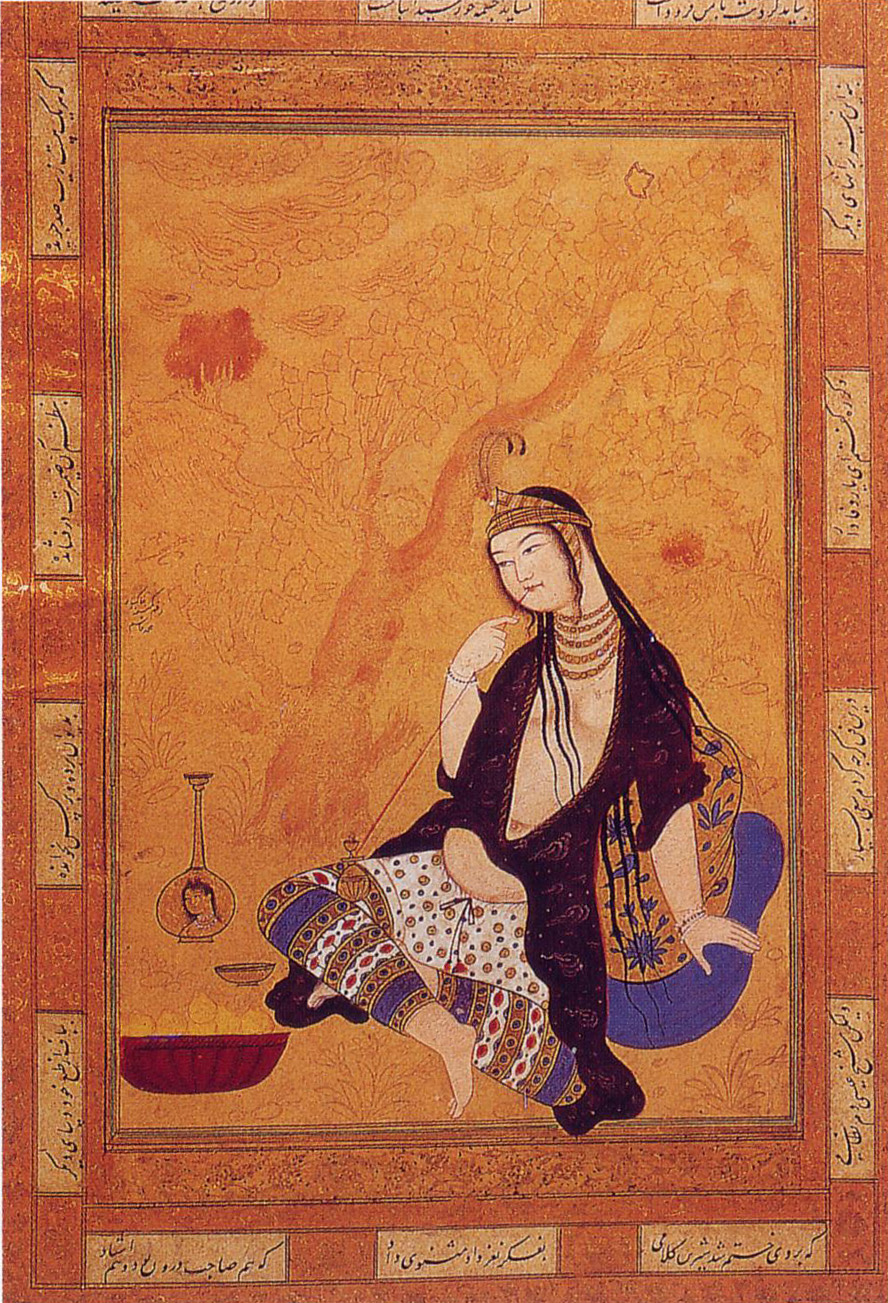
Rökande persisk flicka av Muhammad Qasim. Isfahan, 1600-tal.

Cannabisrökning var vanligt i Mellanöstern innan tobaken anlände och var en vanligt förekommande social aktivitet. Man rökte ofta vattenpipor som kunde ha flera slangar från vilka flera personer kunde röka samtidigt, eller så skickades munstycket runt, och rökningen fungerade som ett socialt nav i stora muslimska kulturcentra som Konstantinopel, Bagdad och Kairo. Rökning, särskilt efter tobakens ankomst, var central inom det muslimska samhället och integrerades med viktiga traditioner och ritualer som bröllop och begravningar och påverkade arkitektur, mode och litteratur.
Det finns omnämnande av tobak i persisk poesi från före 1536, men eftersom det inte finns några andra källor som kan bekräfta det, så har källans äkthet ifrågasatts. Den tidigaste tillförlitliga källan för tobaksrökning är en rapport från ett spanskt sändebud 1617, men vid den tiden var rökningen redan djupt rotad i det persiska samhället. Vattenpipan som kallas qalyan hade troligen sitt ursprung i Indien, men det var i det safavidiska Persien som det blev ett förfinat och raffinerat rökdon. Bland de rika var piporna tillverkade av glas och ädla metaller medan allmogen använde kokosnötter med bamburör, och de senare hade använts för cannabis innan tobaken anlände. Att kombinera de två njutningsmedlen blev mycket populärt och röktes även i vanliga pipor, men det var vattenpipan som förblev det vanligaste sättet att röka innan cigaretten slog igenom på 1900-talet. Utländska besökare kommenterade ofta på hur populärt rökning var bland perserna; det första som man gjorde efter att solen gått ner under Ramadan, den muslimska fasteperioden då ingen mat får intas medan solen är uppe, var att tända sina pipor. Både kvinnor och män rökte, men för kvinnor var det något som skedde i hemmet. På 1800-talet blev Iran en av världens största tobaksexportörer och bruket av tobak blev betraktat som något intimt förknippat med den iranska nationalkaraktären.

### Östasien

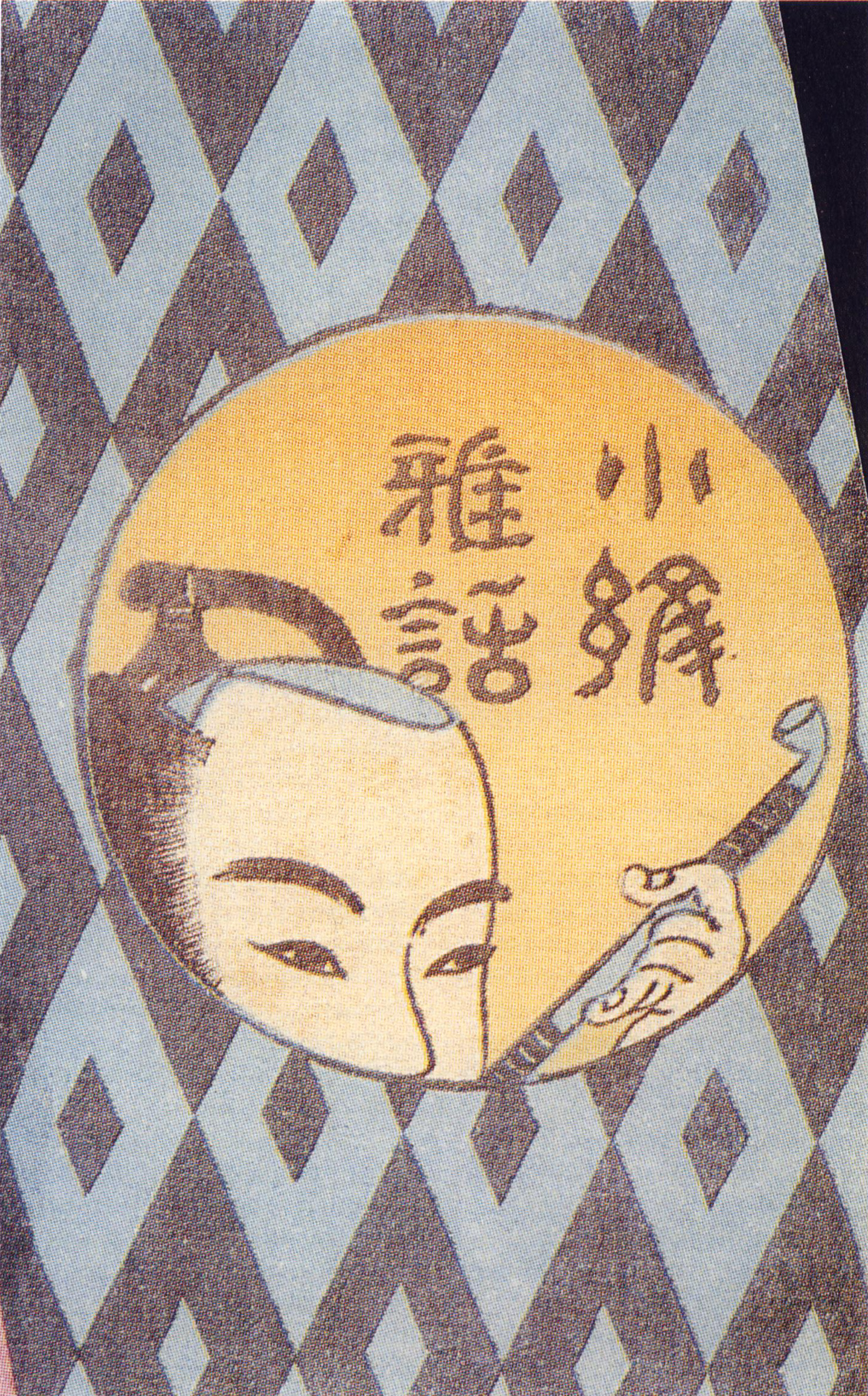
En man röker en kiseru på omslaget av Komon gawa ("Eleganta samtal om mode"), en roman av Santō Kyōden från 1790.

Efter att Europa kom i kontakt med Amerika spred sig tobak till Asien, först genom spanska och portugisiska sjömän, och senare av holländare och engelsmän. Spanien och Portugal var aktiva i Syd- och Mellanamerika där man rökte tobak i form av enkla former av cigaretter och cigarrer, och deras skeppsbesättningar rökte främst cigarrer. Engelsmännen och holländarna rörde sig främst i Nordamerika där pipor var populärast, och tog därför efter deras vanor. Även om det var sydeuropéerna som började röka först, var det nordeuropéernas långskaftade kritpipor som skulle bli populärast i Öst- och Sydostasien. Tobaken kom till Japan via landsflyktiga handelsmän och fick fäste så tidigt som 1570-talet.
Vid tidigt 1600-tal hade kiserun, den långskaftade japanska pipan som inspirerats av holländska kritpipor, blivit tillräckligt vanlig för att nämnas i buddhistiska läroböcker för barn. Tobaksrökningen utvecklades som en del av den japanska teceremonin genom att inkorporera många av de föremål som traditionellt använts för att bränna rökelse. Kō-bon (rökelsebehållaren) blev tabako-bon och rökelsebrännaren utvecklades till en skål för tobaksglöd och rökelsefatet blev ett askfat.
Under Edoperioden var vapen en av de bäst lämpade föremål man kunde använda för att visa upp sin status, men eftersom endast samurajer var tillåtna att bära vapen kunde en praktfull kiseru hängande från midjan tjäna samma syfte. Efter Meijirestaurationen och avskaffandet av det feodala kastväsendet gick många hantverkare som tidigare hade arbetat med att dekorera svärd över till att tillverka kiseruer och spännen för tobakspungar. Trots att massproduktion av cigaretter började i Japan redan under sent 1800-tal var det inte förrän efter andra världskriget som kiserun gick ur modet och blev något som främst förknippades med pittoresk tradition.

### Sydasien
Cannabisrökning i Indien har varit känt sen åtminstone 2000 f.Kr. och nämns i skrift första gången i Atharvaveda under de första århundradena f.Kr. Rökbad (dhupa) och eldsoffer (homa) rekommenderas i Ayurveda i medicinskt syfte och har förekommit i minst 3000 år medan rökning (dhumapana, bokstavligt dricka rök) har förekommit ca 2000 år. Rökbad och eldsoffer har utförts med olika material, exempelvis med skirat smör (ghee), fiskrens, torkade ormskinn och olika pastor formade kring rökelsestickor som bränns för att sprida röken över större yta. Att andas in rök har använts för en rad olika åkommor och har inte bara begränsats till cannabis, utan även diverse växter och medicinska blandningar, och har rekommenderats för daglig användning i hälsobringande syfte. I förmodern tid rökta man mest ur pipor med skaft av varierande längd och chillums, en kort pipa där huvudet är i samma vinkel som skaftet. Idag har dhumapana ersatts nästan helt med cigarettrökning, men både dhupa och homa utövas fortfarande. Bidi, en sorts handrullade örtcigaretter som innehåller kryddnejlika, mald betelnöt och oftast med bara en liten mängd tobak, är den moderna arvtagaren till dhumpana.
I Indonesien är det mycket populärt med en typ av cigarett som kallas kretek, som är smaksatt med kryddnejlika. Den uppfanns på tidigt 1880-tal som ett sätt leverera de hälsobringande egenskaperna i nejlikeolja (eugenol) till lungorna. Det blev snabbt en populär form av hostmedicin och i början av 1900-talet börjat kretek att marknadsföras som förrullade cigaretter (tidigare hade de rullats för hand av användarna själva). På 1960- och 70-talet blev kretek en nationell symbol som fick skattelättnader som inte gavs till "vita" cigaretter och industrin gick gradvis över till att maskinrullning istället för att det gjordes för hand. Den industriella metoden gick om handrullning i mitten av 80-talet och idag dominerar kretek runt 90% av den indonesiska cigarettmarknaden. Tillverkningen är en av de största inkomstkällorna för den indonesiska staten och produktionen är fördelad på över 500 oberoende tillverkare som anställer 180 000 människor direkt och försörjer ytterligare 10 miljoner indirekt.

### Subsahariska Afrika

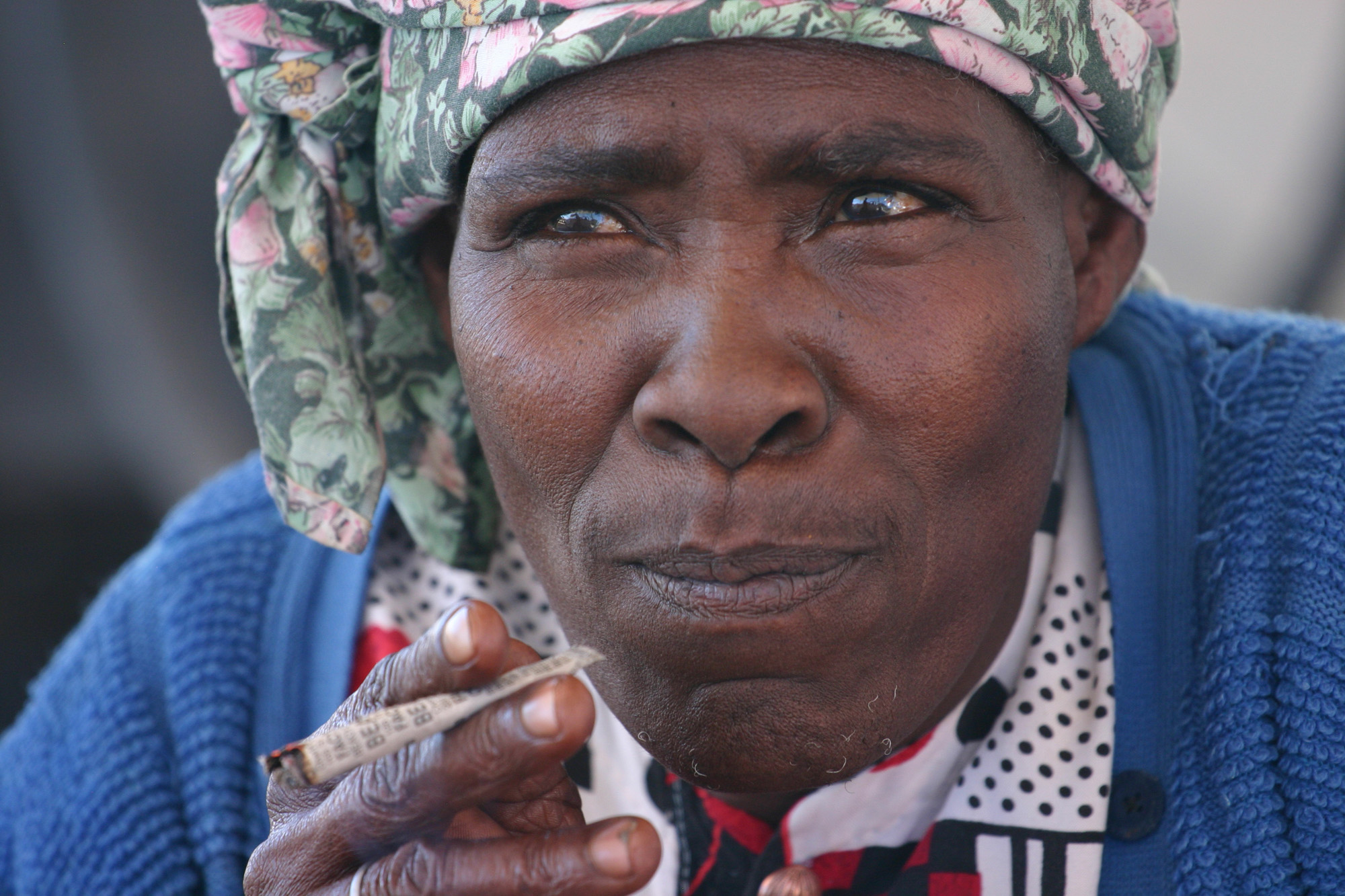
En namakvinna röker i Kalahariöknen i Namibia.

Cannabisrökning introducerades i Subsahariska Afrika i Etiopien vid Afrikas horn genom indiska eller arabiska handelsmän senast på 1200-talet på samma handelsvägar som kaffet (som har sitt ursprung i de etiopiska högländerna). Man rökte den ur vattenpipor av kalebasser med huvuden av terrakotta och var troligen en etiopisk uppfinning som senare spred sig östra, södra och centrala Afrika. Tobaken anlände ca 1600 med franska handelsmän genom det som idag är Gambia och Senegal. Samtidigt tog karavaner från Marocko tobak till området kring Timbuktu och portugiser introducerade handelsvaran (och plantan) i södra Afrika; runt 1650-talet var tobak vanligt förekommande i hela Afrika. Både importerad tobak och tobakspipor var högt värderade handelsvaror och absorberades snabbt i afrikansk traditioner, ritualer och politik. Tillverkningen av tobakspipor närde en rik hantverkartradition och ledde till en enorm variation av konstnärliga teman och motiv i alla möjliga format och material. Som i andra delar av världen användes tobak och cannabis för att förstärka tidigare sociala relationer, men även att skapa nya. I dagens Kongo-Kinshasa uppstod under sent 1800-tal ett samhälle som kallade sig Bena Diemba (cannabisfolket) i Lubuko (Landet av vänskap). Bena Diemba var kollektivistiskt, pacifistiskt och ersatte alkohol och naturmediciner med cannabis. Man utövade rituell nakenhet och rakade både huvud och kropp för att bryta med sin gamla sociala identitet. Man byggde stora gemensamma bonader kring ett gemensamt torg där cannabis röktes gemensamt ur enorma kalebassvattenpipor.
Vissa andra växter har rökts och röks fortfarande av vissa samhällen. Shamaner hos rungufolket röker lubowe (Amaranthus dubius), en växt som sägs hjälpa shamanerna se osynliga andemagiker, även om det inte finns några rapporter att växten innehåller några hallucinogena ämnen. Vissa grupper, som fangfolket i Gabon röker eboga (Tabernanthe iboga), en psykoaktiv drog, i samband med religiösa ritualer. I dagens Afrika förknippas rökning med modernitet och de starkt negativa uppfattningarna som är så vanliga i Väst har fått betydligt mindre utrymme.

### Opium

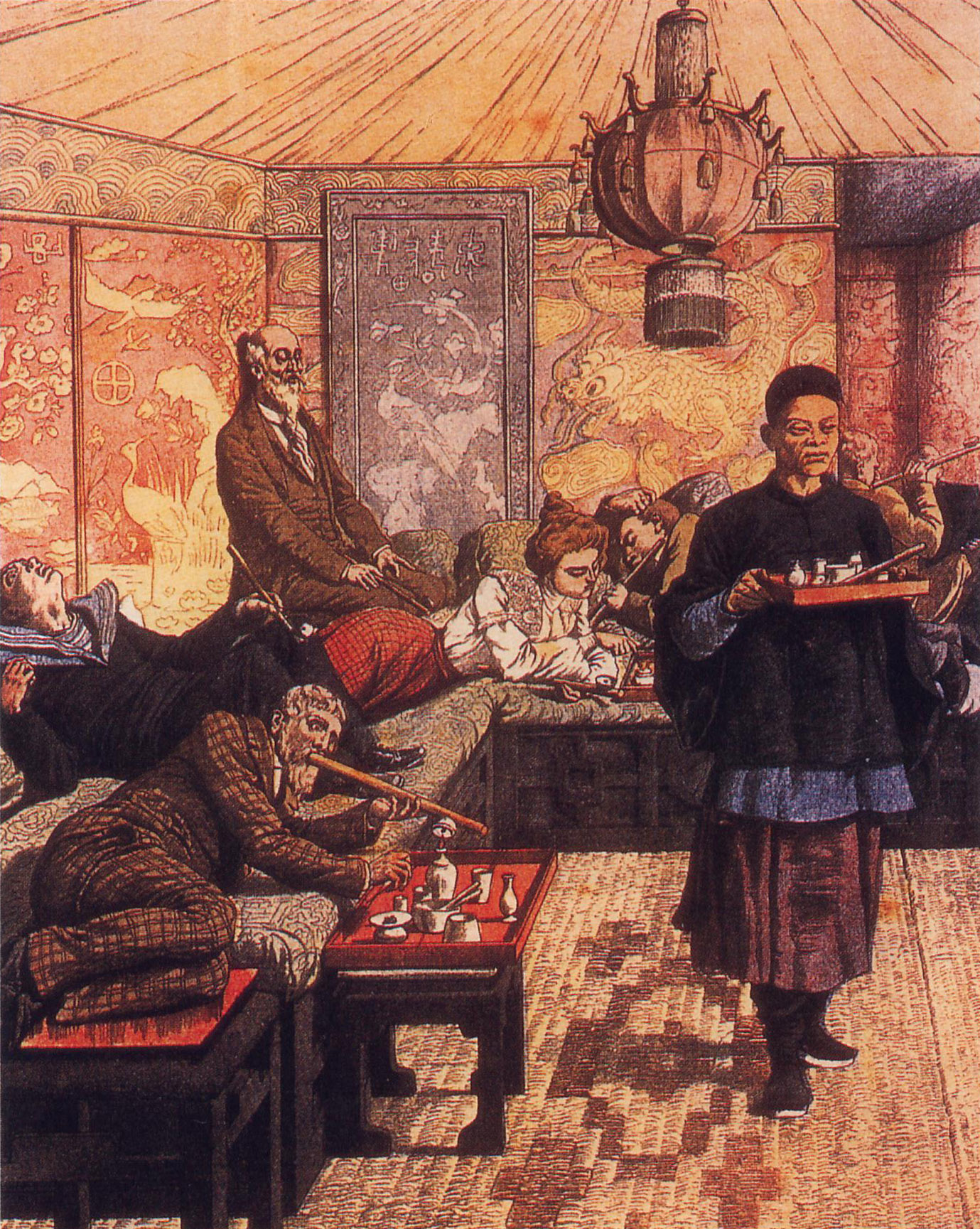
En illustration av en opiumhåla på omslaget av Le Petit Journal, 5 juli 1903.

Under 1800-talet blev opiumrökning vanligt för första gången. Tidigare hade det endast ätits eller druckits, och då främst i medicinskt syfte. En drastisk ökning av opiumrökandet i Kina var mer eller mindre direkt ett resultat av brittisk handelspolitik. Eftersom Storbritannien hade ett stort exportunderskott gentemot Qingdynastin, började britterna exportera stora mängder opium från sina plantager i Indien för att jämna ut handelsbalansen. De sociala problem och den stora förlusten av valuta i Kina som var följden ledde till flera försök från kinesiska myndigheter att stoppa handeln och kulminerade i opiumkrigen under 1840- och 60-talet. Opiumrökning spred sig med kinesiska emigranter och ledde till att de ökända opiumhålorna grundades i kinesiska diasporor i Syd- och Sydostasien och Europa. Under andra hälften av 1800-talet blev det populärt att röka opium bland europeiska konstnärer, i synnerhet i Paris där konstnärskvarter som Montparnasse och Montmartre blev ett mecka för opium. Opiumhålorna gick i stort ur mode bland européer efter första världskrigets utbrott, men de kinesiska besökarna som alltid utgjort den huvudsakliga kundbasen gjorde att verksamheten fortsatte i ytterligare några decennier.

### Social stigmatisering
Ända sedan tobak spred sig utanför Amerika har det förekommit stark kritik mot dess bruk. Argumenten har varit allt från socioekonomiska, där tobak betraktats som ett slöseri med jordbruksmark, till rent moralistiska, där teologer och religiösa ledare fördömt det som ytterligare en form av förkastlig berusning. Många argument har framförts om att tobak är skadligt, men trots att många kritiker i slutändan har fått rätt, var argumenten baserade på pseudovetenskap som humoralpatologi eller kvalificerade gissningar. Det var inte förrän under tidigt 1900-tal som seriösa vetenskapliga studier började utföras. Tyska läkare upptäckte på 1930-talet sambandet mellan rökning och lungcancer, vilket fick den då nazistiska regeringen att starta den första stora antirökningskampanjen i modern tid. Ett annat stort genombrott kom 1948 då den brittiske cancerläkaren Richard Doll publicerade de första stora studierna som visade att rökning var en stor hälsorisk.

## Fysiologi

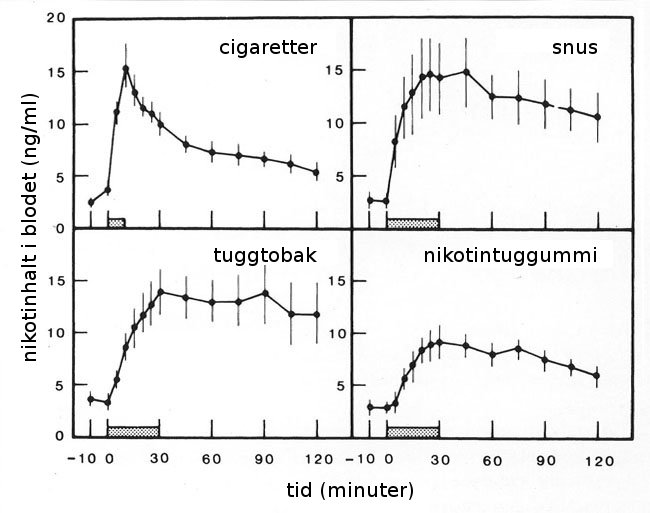
Grafer som visar hur nikotinhalten i blodet varierar vid intag av olika former av tobak. Perioden som själva intaget pågår är markerad med grått i diagrammens nederkant.

Att andas in gasformen av ämnen i lungorna är en snabb och mycket effektiv metod att föra droger i blodomloppet och påverkar användaren inom några sekunder efter första blosset. Lungorna består av flera miljoner små blåsor (alveoler) som har en sammanlagd area på över 70 m², ungefär samma storlek som en tennisplan. Detta innebär att såväl mediciner som nöjesdroger kan tas upp av kroppen i form av aerosoler, som består av mikroskopiska droppar, eller i form av gas som är resultat av förbränning av växter med psykoaktiva egenskaper eller det aktiva ämnet i extraherade former. Alla droger kan inte rökas, exempelvis sulfatderivat, som istället dras in genom näsan, även om renare fribaser av vissa droger kan rökas (till exempel crack), men kräver då också mer vana och skicklighet hos användaren. Att röka är inte särskilt effektivt eftersom all rök inte kan andas in. Drogerna som andas in utlöser kemiska reaktioner i nervändar i hjärnan i egenskap av att de liknar naturligt förekommande ämnen som endorfiner och dopaminer, som är förknippade med njutning. Resultatet är ett rus som varierar kraftigt mellan olika droger, från den milda och kortvariga nikotinkicken till den intensiva och långvariga euforin som orsakas av heroin.
Att andas in rök, oavsett vad som röks, har negativa effekter på hälsan. Den ofullständiga förbränningen av växtmaterial som tobak och cannabis producerar kolmonoxid, ett ämne som sänker blodets förmåga att transportera syre när det hamnar i lungorna. Det finns många andra giftiga ämnen i tobak som orsakar rökare en mängd hälsoproblem på längre sikt: lungcancer, hjärtinfarkt, slaganfall, impotens, skador på foster hos rökande mödrar, etc.
Passiv rökning utgör en signifikant hälsorisk som rökare utsätter andra för. Hjärtinfarkt och luftvägsinfektioner är de vanligaste dödsorsakerna av passiv rökning. Under 2004 utsattes 30% av männen, och 20% av kvinnorna för passiv rökning minst en gång i veckan. 2009 hade detta sjunkit till 20% för män och 15% för kvinnor.
Barn som exponeras får ofta luftvägsinfektioner och öroninfektioner, och kräver mer sjukhusvård. WHO beräknar att var 20:e fall av barnastma kan bero på föräldrarnas rökning. I Sverige beräknas cirka 400 icke-rökare drabbas av hjärtinfarkt varje år på grund av andras rökning.

### Droger
Den mest populära drogen som man röker är tobak. Det finns många olika sorter av tobak som blandas i ett ännu större antal blandningar och märken. Tobak säljs ofta med smaksättning, ofta med olika fruktaromer, något som är särskilt populärt att röka i vattenpipor. Den näst mest rökta drogen är cannabis som består av blommorna eller löven av Cannabis sativa och dess många varianter. Cannabis är olagligt i de flesta länder och i de länder som tolererar konsumtion, som Nederländerna och vissa provinser i Kanada, lever det ofta en pseudolaglig tillvaro. Trots det har en ansenlig andel av den vuxna befolkningen i många länder provat drogen, och det finns många som röker den regelbundet, men på grund av den nuvarande lagstiftningen är mörkertalet stort, och det väldigt svårt att fastställa någon egentlig statistik. Eftersom cannabis är olagligt eller endast tolererat i de flesta lagstiftningar finns det ingen industriell tillverkning av cannabiscigaretter, vilket betyder att den vanligaste formen av intag är handrullade cigaretter (ofta kallade jointar) eller pipor. Vattenpipor är också vanligt förekommande och när en sådan används till cannabis kallas den bong.
Vissa andra nöjesdroger röks av små minoriteter. De flesta av dessa är också olagliga och oftast betydligt mer berusande än både tobak och cannabis. Bland dessa finns bland annat crack, heroin, metamfetamin, och PCP samt vissa psykedeliska droger som DMT och Salvia divinorum.

## Rökdon och tillbehör

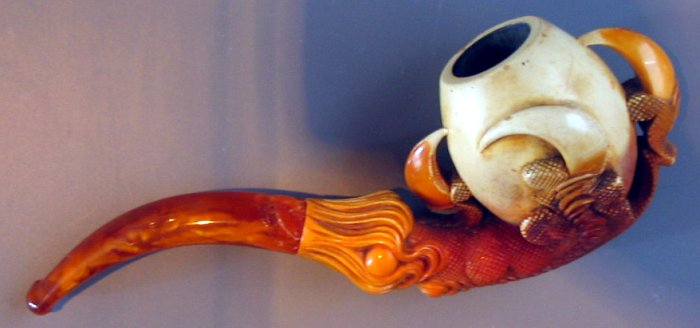
En sirligt utsmyckad pipa.

Även den enklaste formen av rökning kräver några sorts verktyg för att genomföra. Det här behovet har lett till en makalös rikedom och variation av rökdon och tillbehör från världens alla hörn. Vare sig det är tobak, cannabis, opium eller örter, behövs en behållare och något att tända blandningen med. Det vanligaste rökdonet idag är cigaretten, som består av tätt packad tobak i en avlång tub av papper som tillverkas industriellt eller rullas för hand, och kan även innehålla ett cigarettfilter. Andra vanligt förekommande rökdon är olika former av pipor och cigarrer. En mindre vanligt rökdon är en så kallad vaporizer (förångare) som hettar upp ämnet utan kontakt med syre och minskar därmed den skadliga inverkan som förbränning har på lungorna.
Utöver den utrustning som används för själva rökningen, finns många andra föremål som associeras med rökning; cigarettetuier, cigarrlådor, tändare, tändsticksaskar, cigarettmunstycken, askfat, piprensare, cigarrsnoppare, pipstoppare, etc. Många äldre, rikt utsmyckade exemplar av dessa har blivit värdefulla samlarföremål och de ovanligaste och vackraste exemplaren kan inbringa höga priser vid de mest prestigefulla auktionshusen.

## Social inverkan
Rökning, i synnerhet av tobak, är en aktivitet som utövas av runt 1,1 miljarder människor och runt 1/3 av den vuxna befolkningen. Uppfattningar om rökare kan variera avsevärt men är ofta associerade, särskilt inom fiktion, med individualitet och högdragenhet. Trots det är rökning av såväl tobak som cannabis en social aktivitet inom många sociala och etniska grupper. Många börjar röka i en social kontext och erbjudanden och gemensam rökning används ofta som en ursäkt för att inleda samtal med främlingar i en rad sammanhang; i barer, på nattklubbar, på arbetsplatsen eller på gatan. Att tända en cigarett kan också fungera som ett effektivt sätt att undvika intrycket av att vara sysslolös. För ungdomar kan det fungera som ett första steg ur barndomen eller som ett sätt att göra uppror mot vuxenvärlden. Utöver användning som njutningsmedel, kan rökningen fungera som ett sätt att konstruera en identitet och för att utveckla en självbild genom att knyta rökningen till vissa personliga upplevelser. Den moderna antirökningsrörelsen som uppstod i slutet av 1800-talet åstadkom mer än en medvetenhet om rökningens hälsofaror; den provocerade fram reaktioner från rökare mot vad som ofta uppfattats som ett angrepp på personlig frihet och har skapat en identitet bland rökare som rebeller eller utbölingar som är väsensskilda från icke-rökare:
| ” | Det finns ett nytt Marlboro-land som inte består av ensamma cowboyer, utan av sociala och urbana individer som står enade mot folkhälsans upplevda inskränkningar. | „ |

Militära befälhavare insåg tidigt hur stor betydelse tobak hade för soldaters moral. På 1600-talet började tobaksransoner delas ut till sjömän på örlogsfartyg och i första världskriget samarbetade tobaksindustrin och regeringar för att säkra frontsoldaters tobaksransoner. Fram till mitten av 1900-talet var en majoritet av den vuxna befolkningen i väst rökare, och rökningsmotståndares påståenden bemöttes med stor skepticism, ibland med uttryckligt förakt och hån. Idag har rörelsen betydligt mer inflytande och säkrare belägg för sina påståenden, men en ansenlig minoritet av befolkningen fortsätter ändå att röka.

### Folkhälsa och kriminalitet

Graf som visar sambandet mellan lungcancer och rökning.

Tobaksrelaterade sjukdomar är ett av de stora folkhälsoproblemen i dagens samhälle och den största orsaken till för tidig död i i-länder idag. I USA orsakar rökning 500 000 dödsfall varje år och undersökningar har uppskattat att upp till en tredjedel av Kinas manliga befolkning kommer att dö en för tidig död till följd av rökning.
Många stater försöker även att förhindra folk från att röka genom antirökningskampanjer i massmedia, som främst fokuserar på de långsiktiga hälsofarorna. Den ofrivilliga passiva rökningen som individer i rökares omedelbara närhet drabbas av, är ett av huvudargumentet för införandet av rökförbud i offentliga lokaler, barer, nattklubbar och restauranger.
Beroendet av droger som röks har mycket varierande inverkan på samhället. Även om nikotin är en starkt beroendeframkallande drog, så har den inte lika påtaglig inverkan på kognitionen som cannabis, kokain eller opiater. Nikotin är heller inte klassat som narkotika och det finns därför ingen svart marknad med höga risker och höga priser för konsumenter.
År 2023 uppmärksammades det i Danmark att barn så unga som 10 år rökte E-cigaretter, så kallade Puffbars. 

## Sängrökning
Sängrökning innebär att man röker medan man ligger och vilar sig i sängen. Faran med sängrökning är att man kan somna och därmed tappa den brinnande cigaretten. Det kan orsaka brand, eftersom madrasser normalt består av brännbart material. I det sovande tillståndet är risken stor att rökgaserna gör en medvetslös innan man vaknat av branden.

## Kultur
Rökning har inlemmats inom den kulturella sfären i många olika former och har haft många distinkta, ofta motstridiga, betydelser beroende på tid, plats och utförande. Piprökning var tills rätt nyligen en av de vanligaste formerna av rökning, men är idag ofta associerat med kontemplation, hög ålder och ses ofta som pittoreskt och ålderdomligt. Cigaretter, som inte blev populära på allvar förrän sent 1800-tal, associeras mer med modernitet och den industriella världens högre tempo. Cigarrer har varit, och är fortfarande, associerade med maskulinitet, makt och är en kulturell ikon som sen en lång tid tillbaka associerats med den stereotypa kapitalisten i hög hatt och svart rock. Rökning i det offentliga har länge varit förbehållet män, och kvinnor som gjort det samma har associerats med promiskuitet. I Japan under Edoperioden närmade sig prostituerade och deras kunder ofta varandra under skenet av att dela en pipa, och liknande attityder rådde i 1800-talets Europa.

### Konst

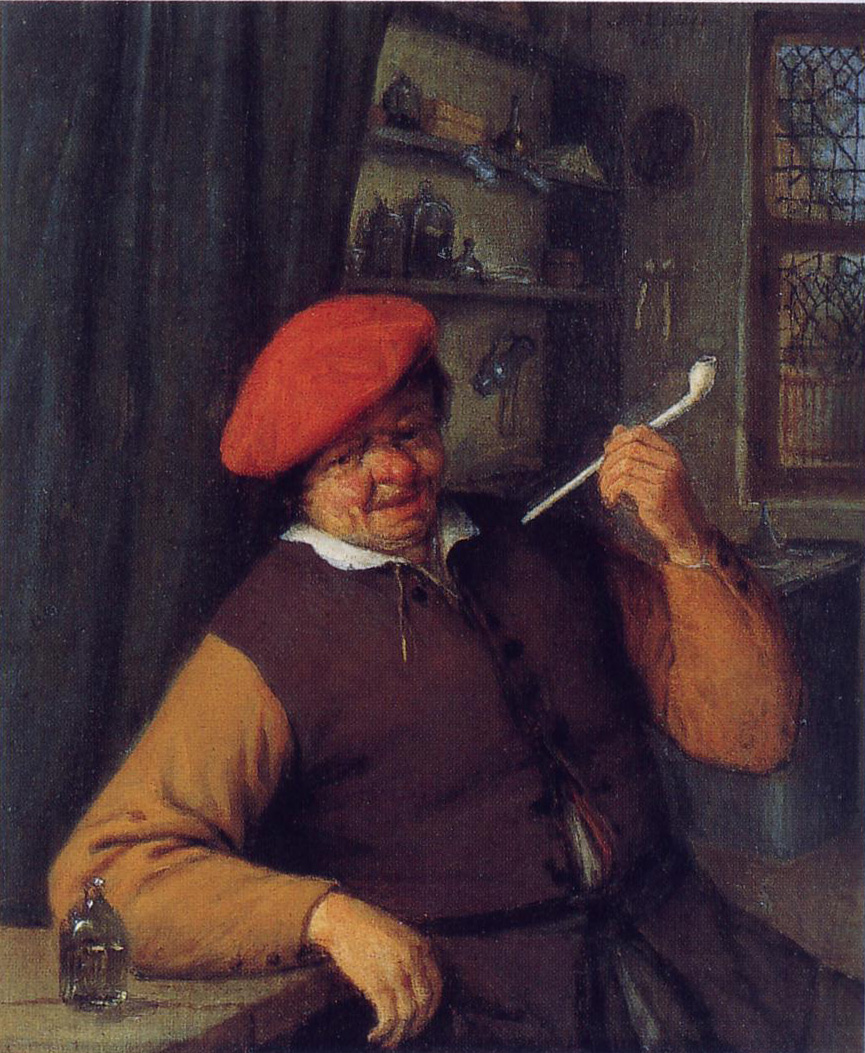
En apotekare röker i ett rum av Adriaen van Ostade, olja på panel, 1646.

De tidigaste avbildningarna av rökning har återfunnits på lergods från den klassiska mayaperioden från 800-talet och framåt. Denna konst var främst religiös och föreställer gudar eller härskare som rökte en form av tidiga cigaretter. Kort efter att rökning spred sig utanför Amerika började den dyka upp i målningar i Europa och Asien. Målare verksamma under nederländska stormaktstiden var bland de första som målade porträtt som föreställde rökande människor och stilleben av pipor och tobak. För sydeuropeiska konstnärer var pipan för modern för att inlemma i de föredragna teman, som var inspirerade av grekisk och romersk antik. I början ansågs rökning ofint och förknippades med bönder och många av de första målningarna använde krogar och bordeller som bakgrund. När den framgångsrika republiken Förenade Nederländerna blev en av Europas rikaste och mäktigaste stater blev rökning vanligare bland eliten och smakfulla porträtt av eleganta herrar som lyfte sin pipa mot betraktaren började dyka upp. Rökning stod för välbehag, förgänglighet och det flyktiga jordelivet som både bokstavligt och bildligt gick upp i rök. Rökning fick också stå som en representation av sinnena lukt och smak.
Under 1700-talet blev rökning mer sällsynt i målningar i och med att den eleganta vanan att snusa blev populärt. Piprökning förpassades åter igen till bilder av allmoge och lantbor och det förfinade sniffandet av smulad tobak följt av nysningar var ovanligt som motiv. När rökning förekom var det ofta i porträtt influerade av orientalism som projicerade en bild av europeisk överlägsenhet över sina kolonier och en uppfattning av ett manlig Väst som dominerade ett feminiserat Öst. Avbildandet av det exotiska andra blev allt vanligare under 1800-talet då den nyväckta etnologin som fötts under Upplysningen drev på utvecklingen.

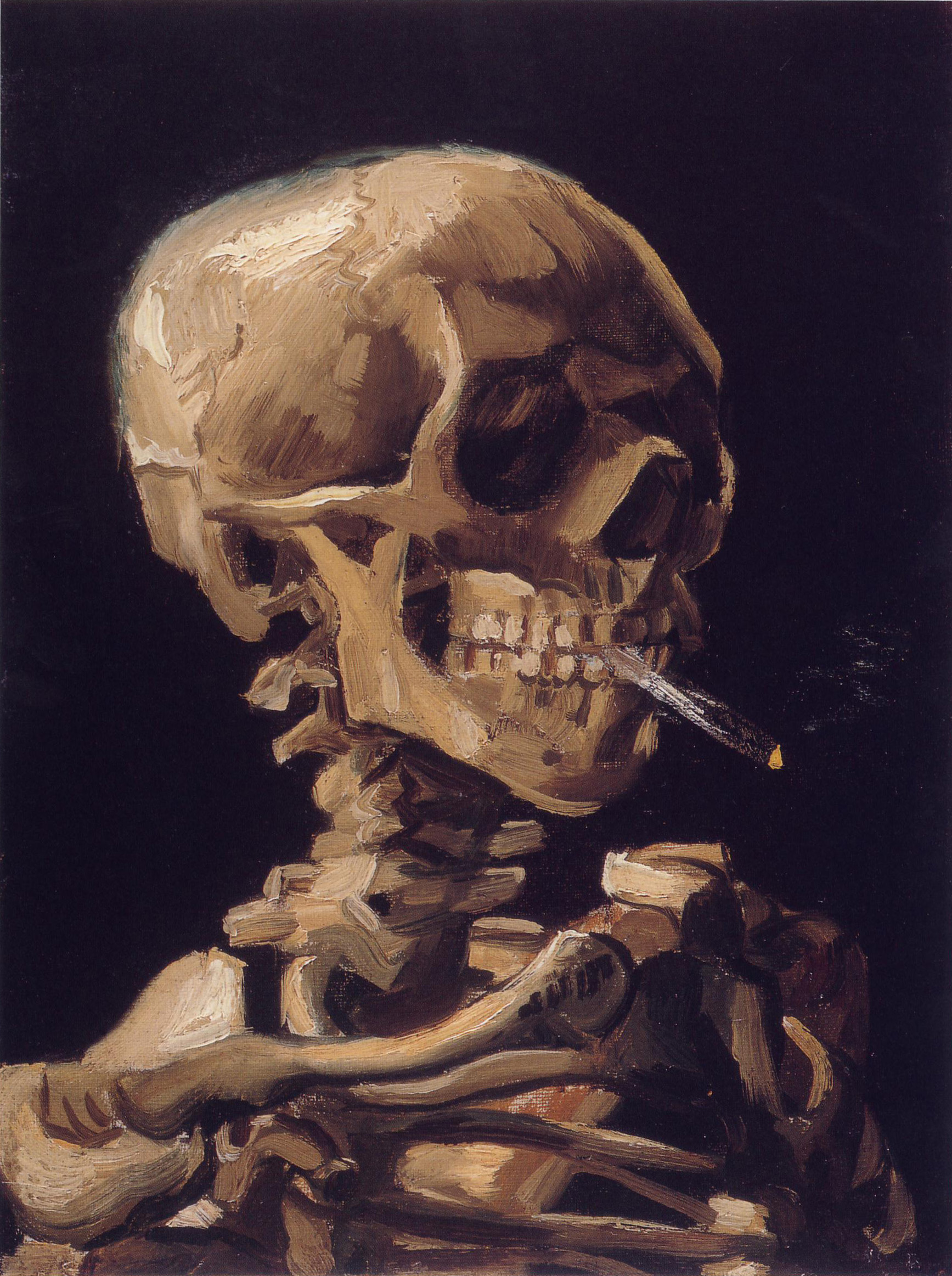
Skalle med brinnande cigarett av Vincent van Gogh, olja på duk, 1885.

Under 1800-talet blev rökning ett sätt att avbilda okomplicerad njutning: den piprökande ädle vilden, stilla filosoferande vid romerska ruiner, scener där konstnärer upplevde sig bli ett med naturen medan de långsamt rökte en pipa. Medelklassen, som började bli en stor maktfaktor i samhället, fann rökning vara ett oförargligt och enkelt nöje som kunde avnjutas i salonger och bibliotek. Att röka en cigarett eller cigarr kom också att bli förknippat med bohemen, något som inte delade den gängse samhällssynen och visade sitt förakt för konservatism. Detta var dock något som hörde till en manlig värld; det ansågs inte vara något som anständiga kvinnor skulle ägna sig åt och rökning associerades med prostitution. Det var inte förrän vid sekelskiftet som rökande kvinnor började dyka upp i porträttkonst och foton. Expressionister som Vincent van Gogh, som själv rökte pipa, började även associera rökning med dysterhet och en fin de siècle-fatalism.
Symboliken associerad med cigaretten, pipan och cigarren konsoliderades under sent 1800-tal, men det var inte förrän på 1900-talet som konstnärer började utnyttja den fullt ut; pipan stod för eftertänksamhet och lugn; cigaretten symboliserade modernitet, styrka och ungdom, men även nervös oro; cigarren var en symbol för auktoritet, rikedom och makt. Decennierna som följde andra världskriget, då rökning nådde sin absoluta höjdpunkt i popularitet, skulle en cigarett nonchalant hängande från munnen representera den unge rebellen förkroppsligat i skådespelare som Marlon Brando och James Dean, och även kommersiella stöttepelare som den ensamme cowboyen i Marlboros reklamkampanjer. Det var inte förrän på 70-talet som de negativa aspekterna av rökningen började komma i fokus; den osunda arbetarklasslusken som stank av cigarettrök och brist på motivation blev vanlig, särskilt i konst inspirerad eller beställd för antirökningskampanjer.

### Film
Ända sedan stumfilmseran har rökning varit en viktig del av filmsymboliken. I den hårdkokta kriminalfilmer inom film noir-genren ramas figurer ofta in i en tät cigarettdimma som tillför en känsla av mystik eller till och med nihilism. En av föregångarna för bruket av rökning var Fritz Lang. I Dr. Mabuse, der Spieler ("Doktor Mabuse, spelaren") från Weimartiden sitter män som hypnotiserade av kortspel och kedjeröker cigaretter. Kvinnliga rökare på film blev tidigt associerade med en sensuell och förförisk sexualitet, kanske bäst personifierad av den tyska filmstjärnan Marlene Dietrich. På liknande sätt har skådespelare som Humphrey Bogart och Audrey Hepburn blivit intimt förknippade med sin bild som rökare och i några av de mest kända porträtten är de omgivna av tjock cigarettrök eller sitter med en cigarett i handen.
Sedan andra världskriget har rökning blivit ovanligare på film i och med att det förknippats med hälsorisker. Antirökningsrörelsens påtryckningar har lett till att filmindustrin ofta undviker att visa rökning, särskilt i barn- och familjefilmer. Figurer som röker i dagens film är ofta asociala antihjältar eller rentav kriminella.
WHO har föreslagit att filmer med rökning skall åldersbegränsas för att förhindra att barn och unga lockas till rökning.